# Reformierte Kirche Castiel

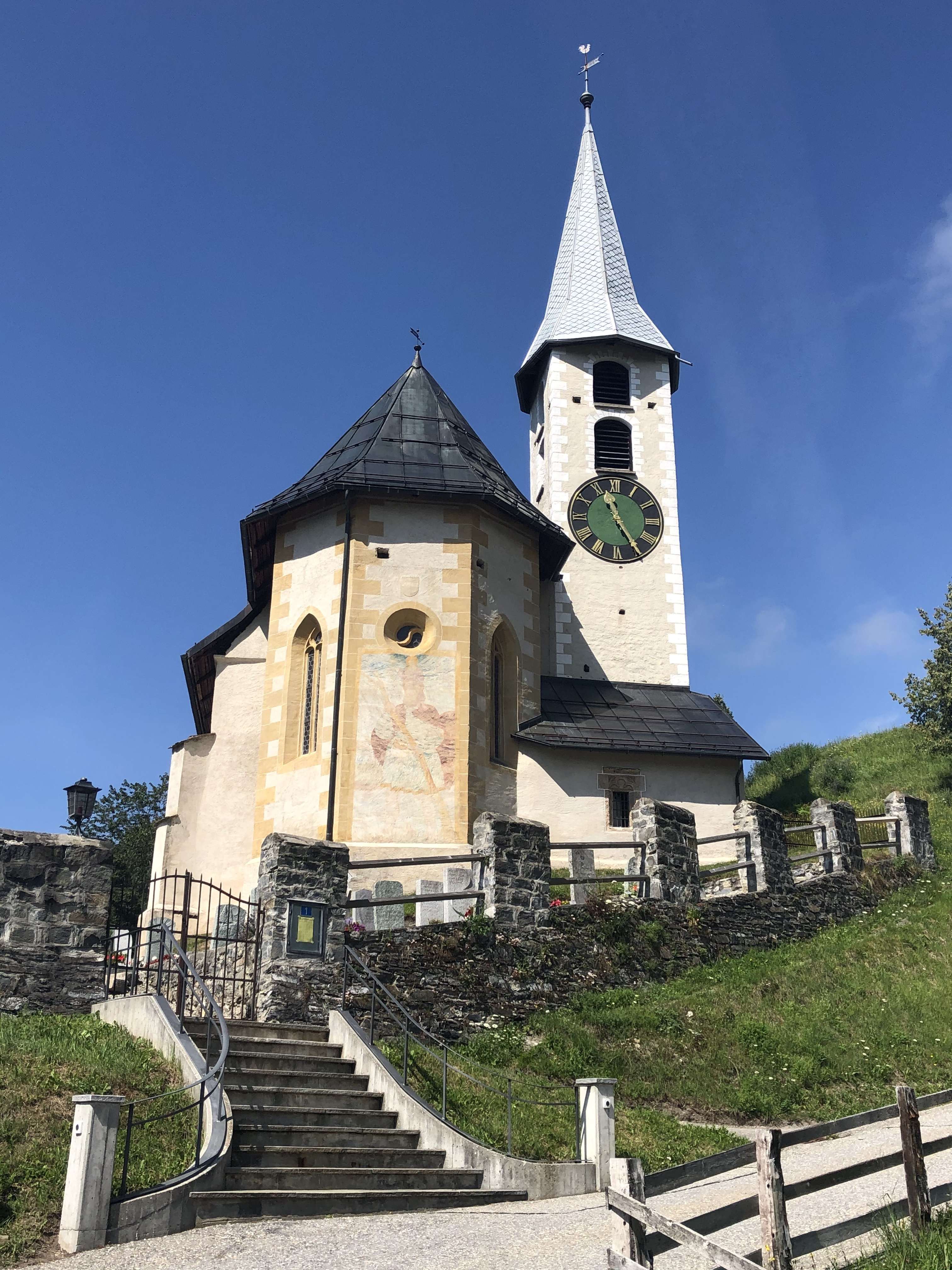
Kirche Castiel mit dem Christophorus-Motiv

Die reformierte Kirche in Castiel im Schanfigg ist ein evangelisch-reformiertes Gotteshaus. Sie wurde 1132 erstmals urkundlich erwähnt und war ursprünglich dem heiligen Georg geweiht.

## Geschichte und Ausstattung
1510 erfolgte ein spätgotischer Neubau des Baumeisters Steffan Klain unter Beibehaltung des Kirchturms der Vorgängerkirche. Der Chor wird Sebold Westtolf zugeschrieben. Dieser wurde 1907 renoviert und 1976 restauriert. Die Grösse der Kirche und das mächtige, durch Streben verstärkte Schiff lassen noch erahnen, dass sie über Jahrhunderte hinweg die Kirche auch für Praden auf der linken Talseite des Schanfigg war.
Ein Bild von Christophorus an der östlichen Aussenwand des Chors ist nur noch schwach sichtbar. Der Chor selbst zeichnet sich durch ein Sternengewölbe aus. Die Holzkanzel stammt aus dem Jahr 1656 nach Ende der Bündner Wirren. 
Die Orgel mit neun Registern auf zwei Manualen und Pedal wurde 1897 von Carl Theodor Kuhn für die reformierte Kirche St. Moritz erbaut und von dort 1933 erworben.
Im Turm hängen zwei Kirchenglocken: die kleinere mit dem Schlagton as' wurde 1489 von Hans Birsinger aus Feldkirch gegossen, die größere  mit dem Schlagton c' aus dem Jahr 1851 goss Jakob Keller aus Zürich.

## Kirchliche Organisation
Castiel ist innerhalb der Evangelisch-reformierten Landeskirche Graubünden Teil der Kirchgemeinde Mittelschanfigg.

## Galerie

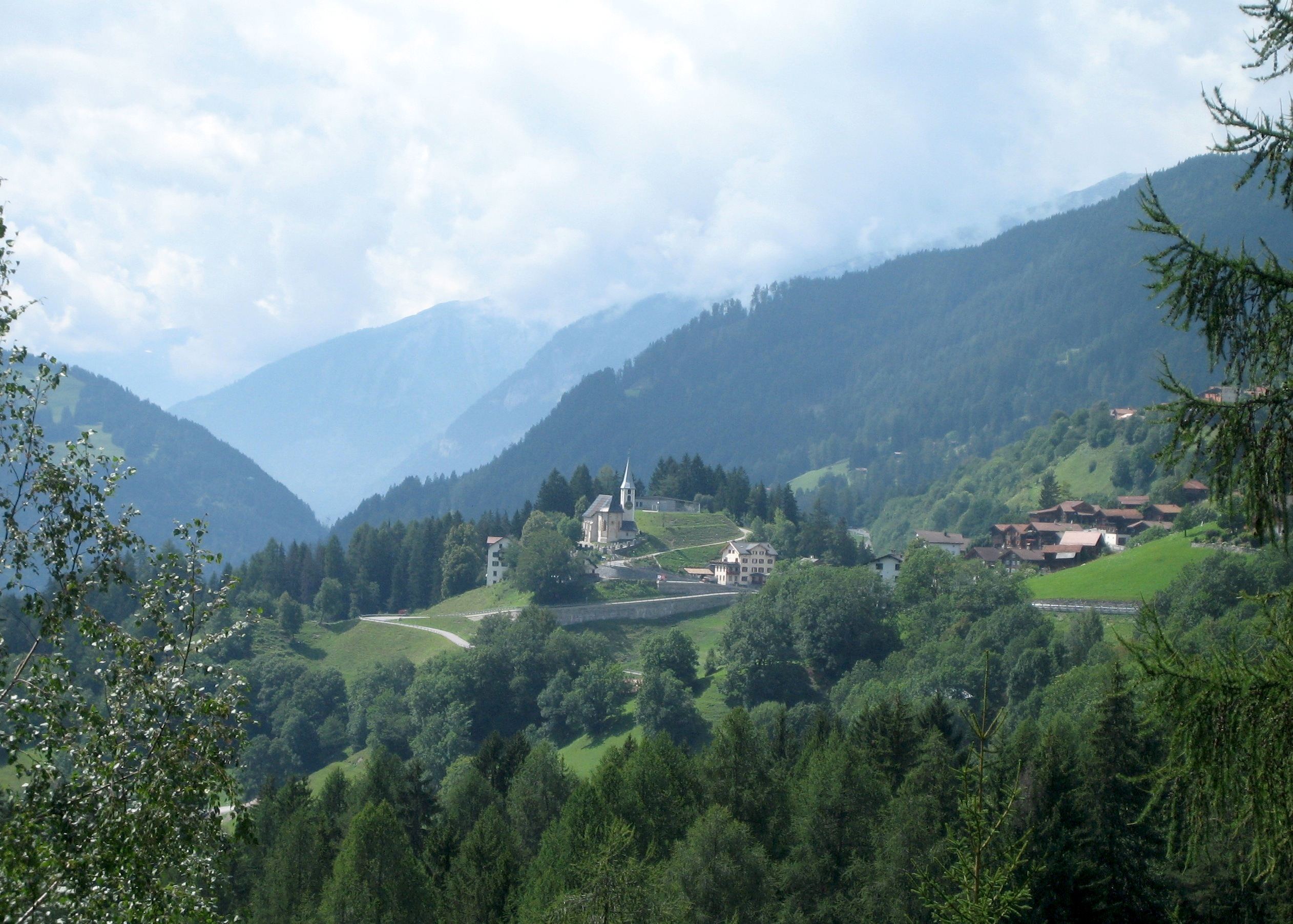
Die Kirche auf dem ehemaligen Burghügel
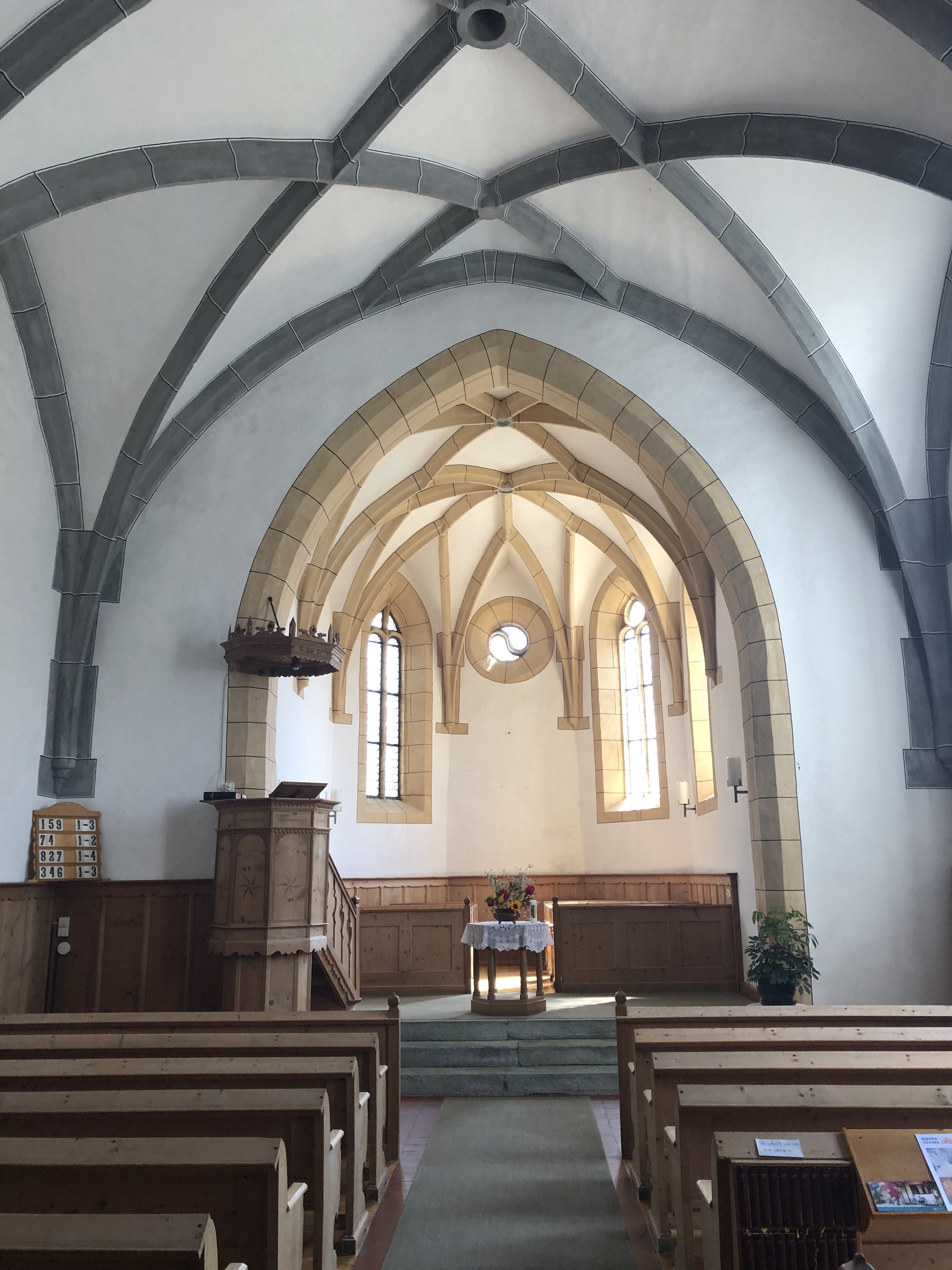
Innenraum
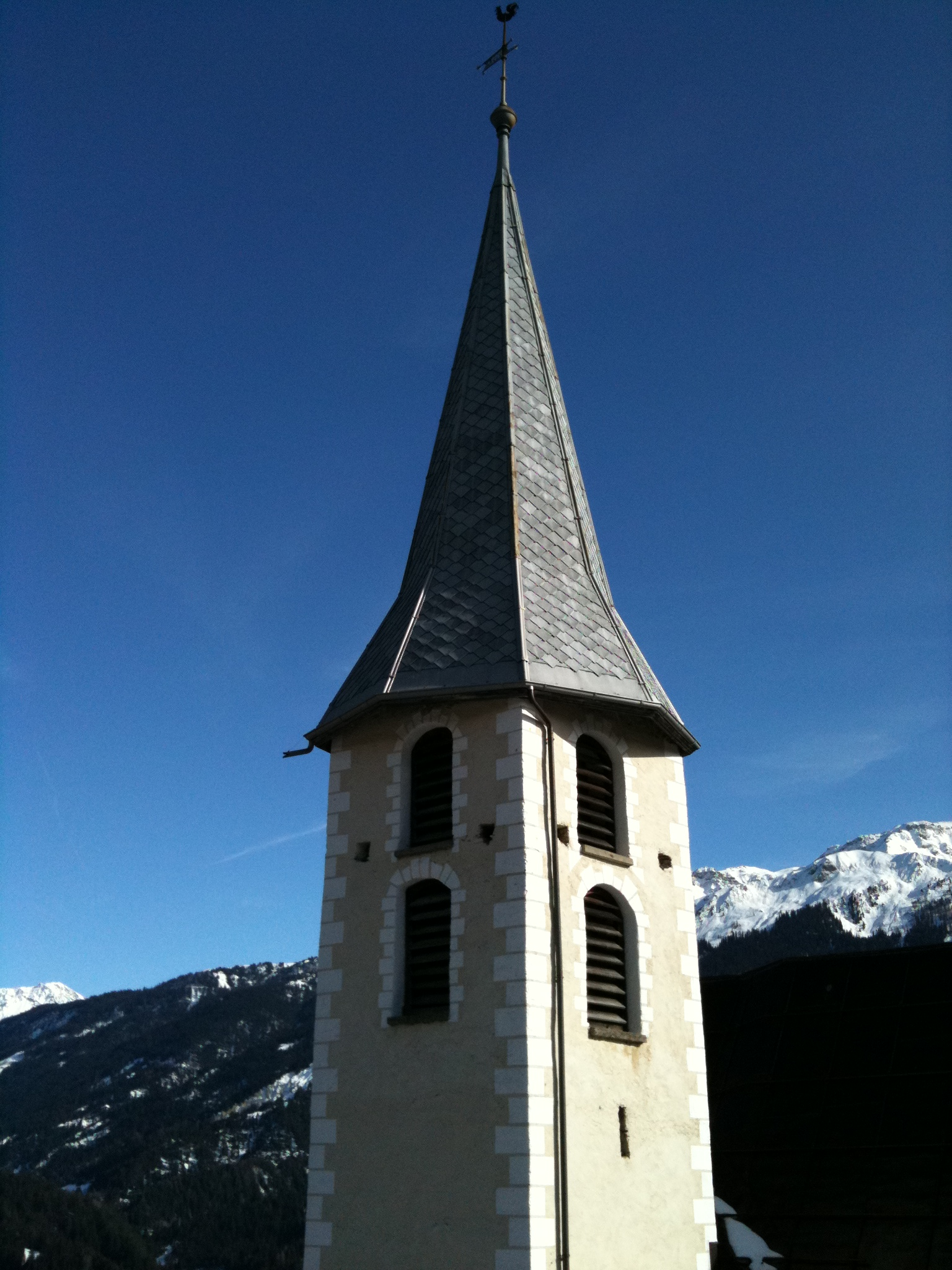
Kirchturm
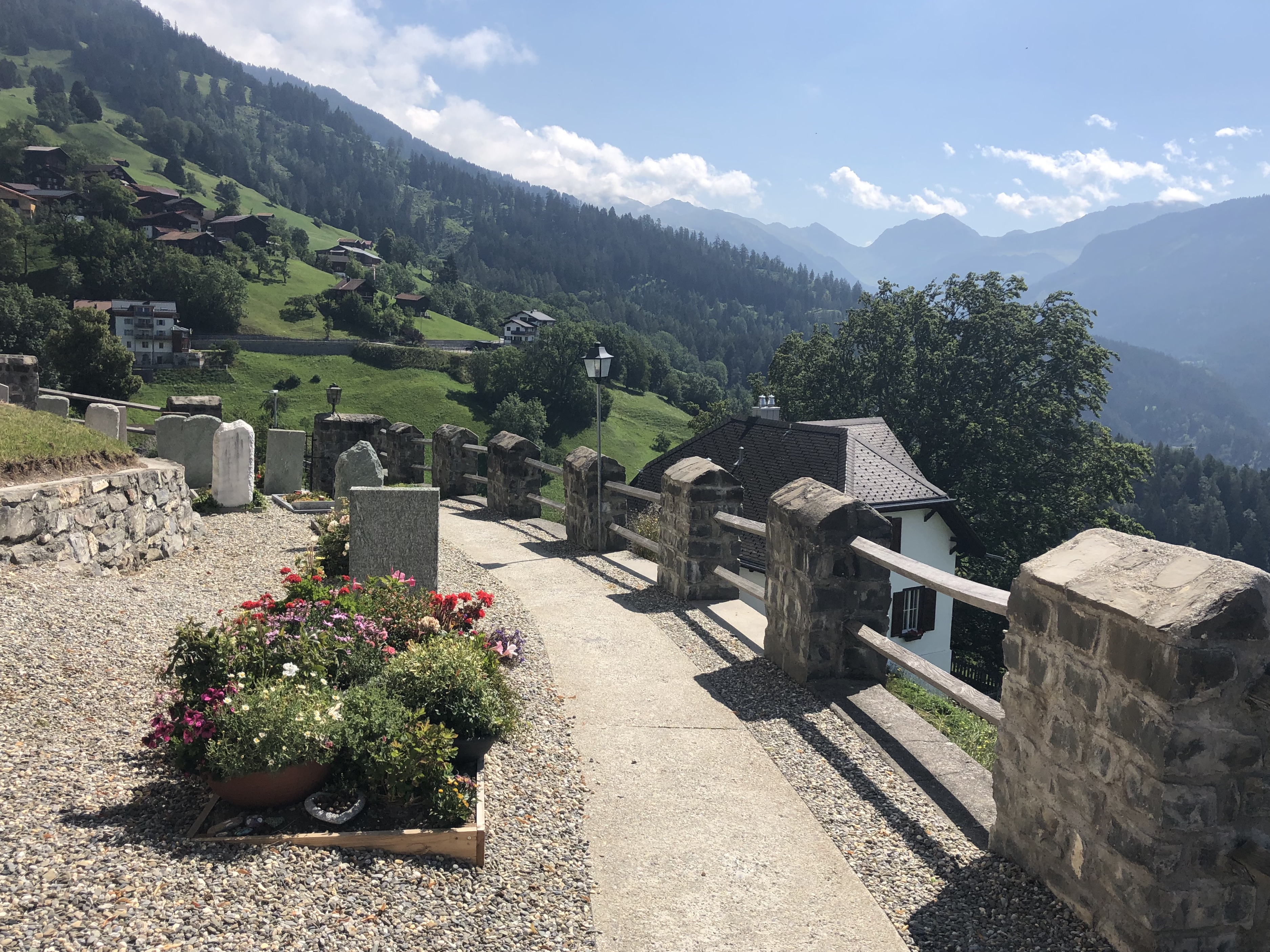
Friedhof